# Jeandelaincourt

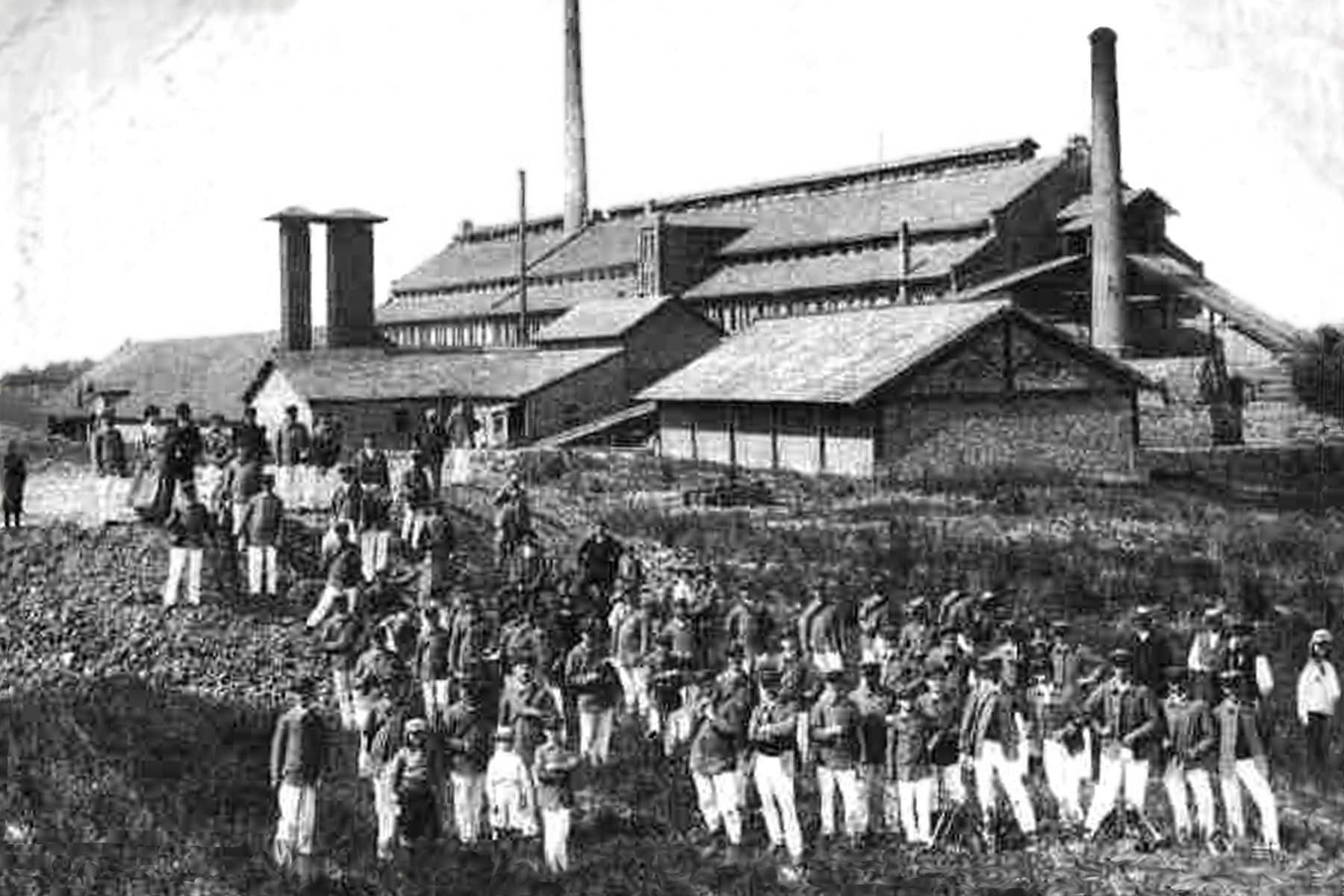
Tuilerie de Jeandelaincourt.

Jeandelaincourt est une commune française située dans le département de Meurthe-et-Moselle, en région Grand Est.

## Géographie

### Localisation
- Le village est situé au pied du mont Saint-Jean (407 m), à 32 km au nord-est de Nancy.
- Un parcours naturel de découverte et un étang se situent sur la commune.

| Nomeny  |                 | Létricourt    |
| Belleau | Jeandelaincourt | Chenicourt    |
| Sivry   | Moivrons        | Arraye-et-Han |

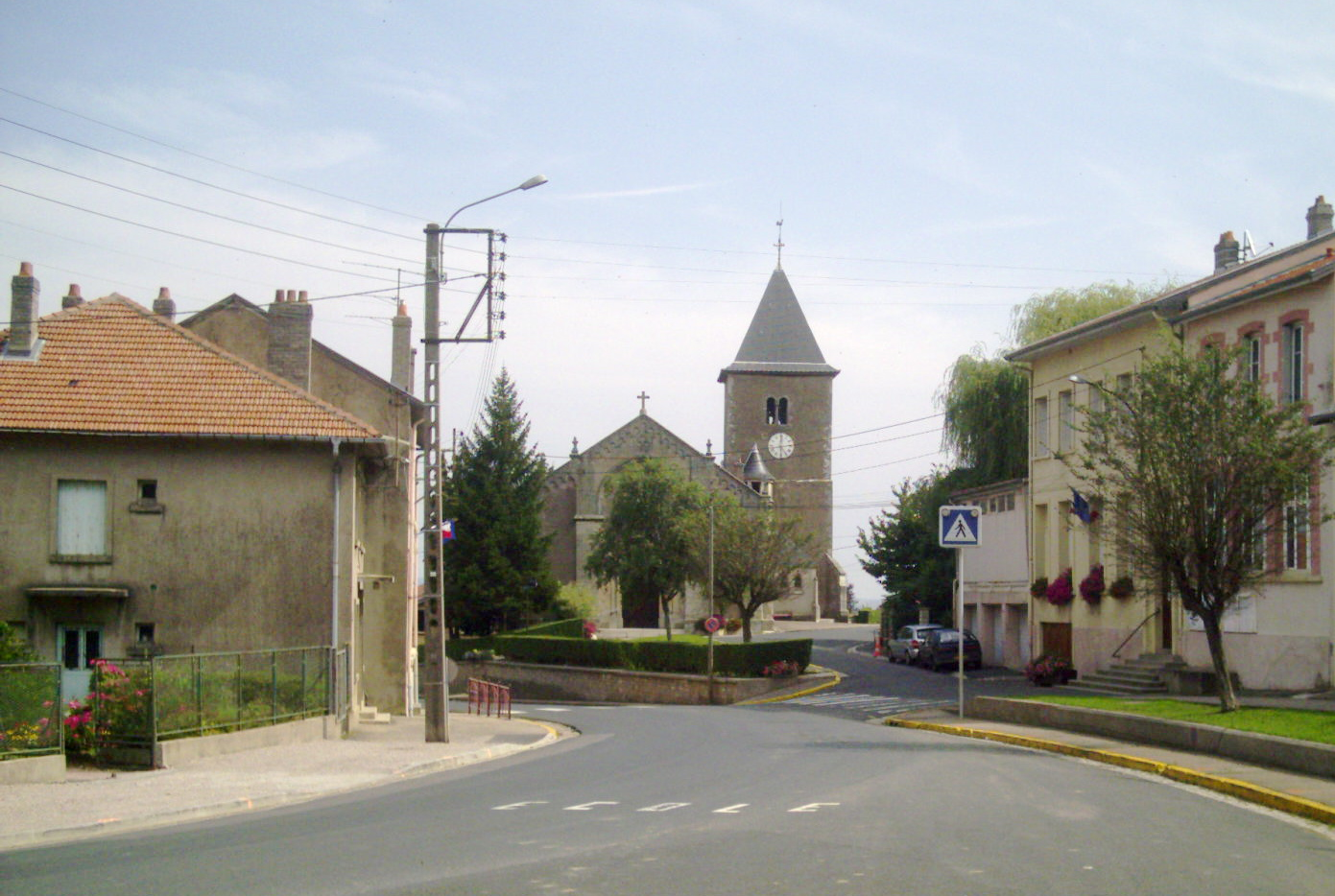
Vue générale.
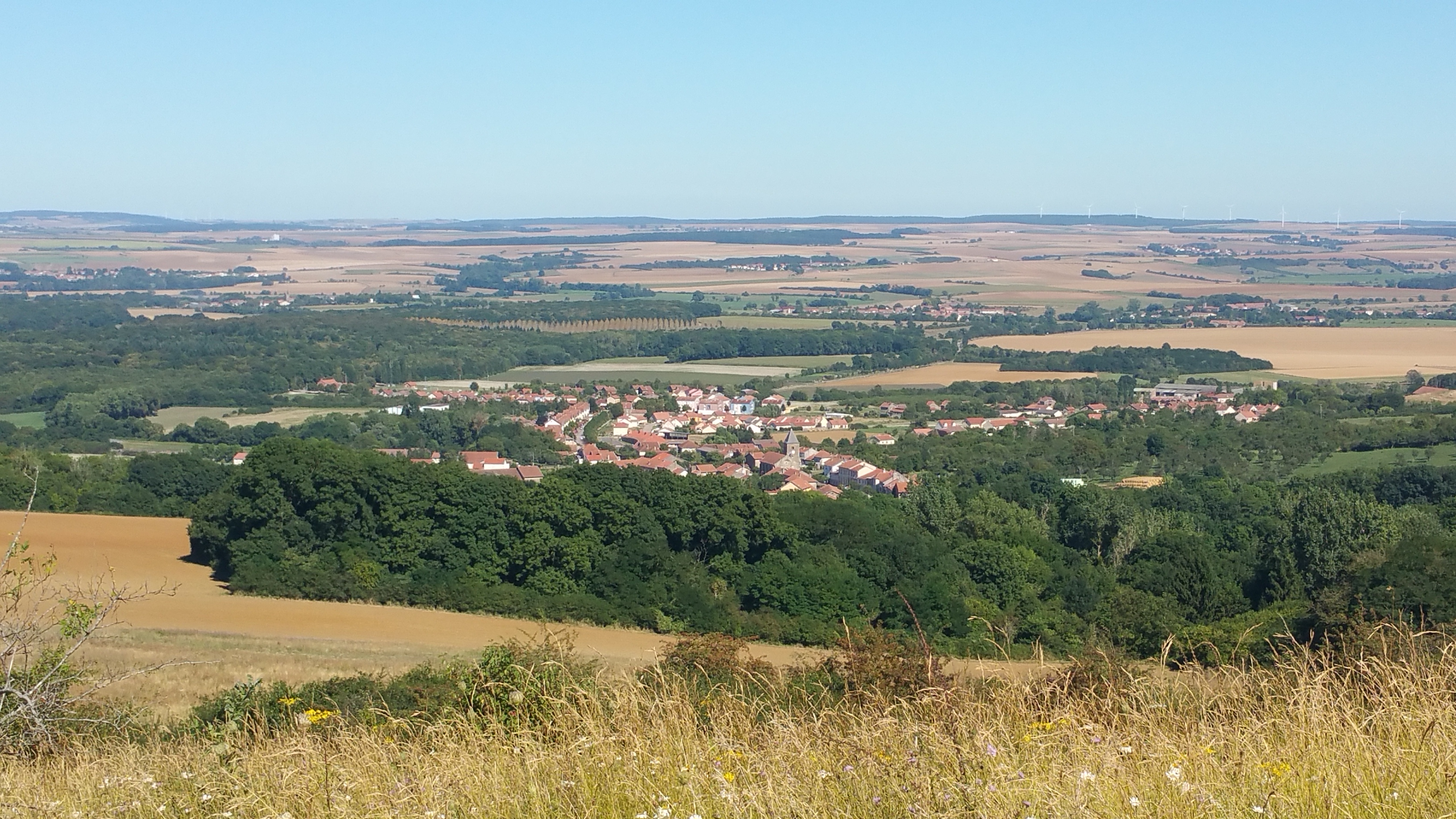
Vue depuis le mont Saint-Jean.
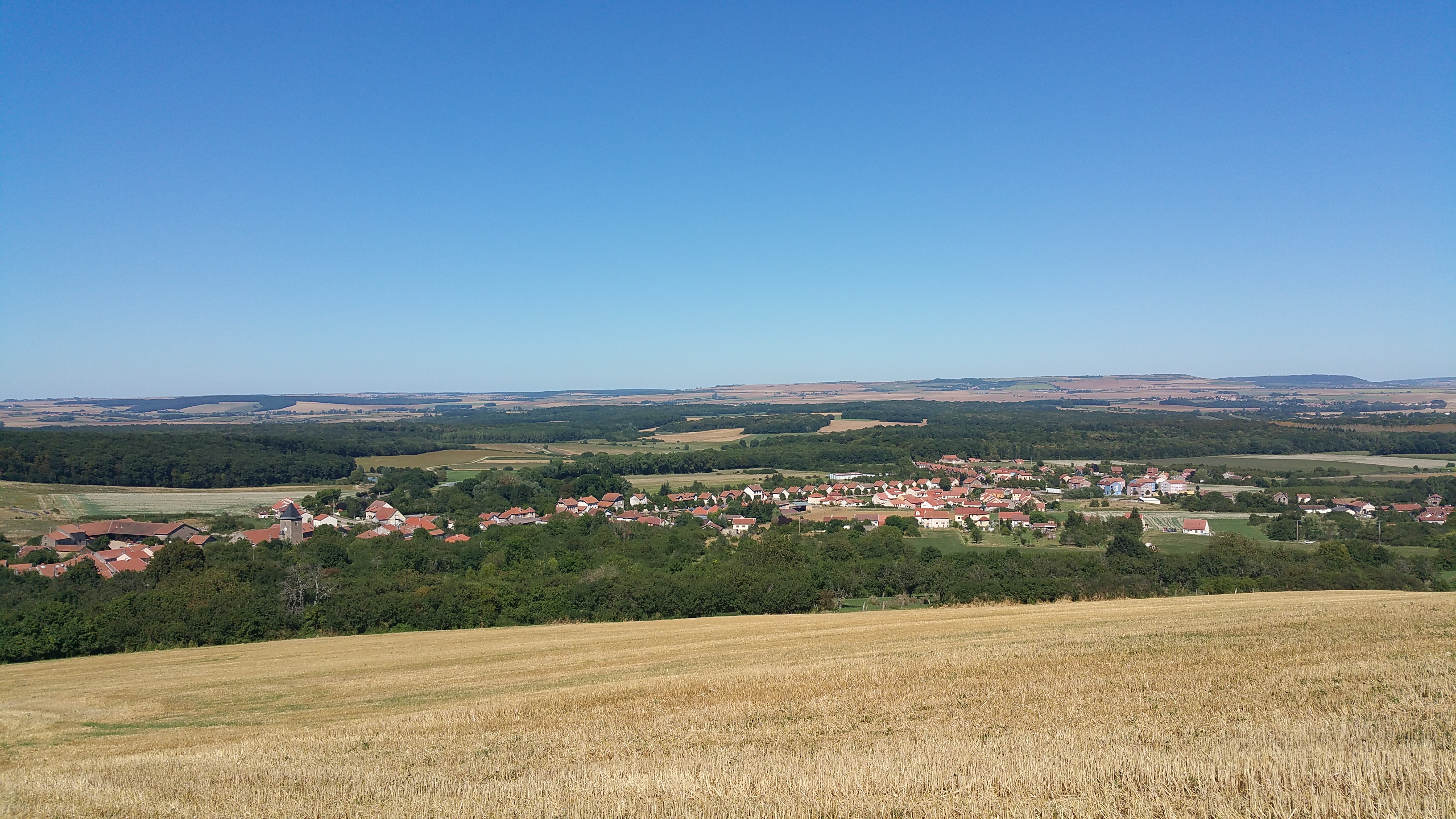
Vue depuis les hauteurs du mont Saint-Jean.
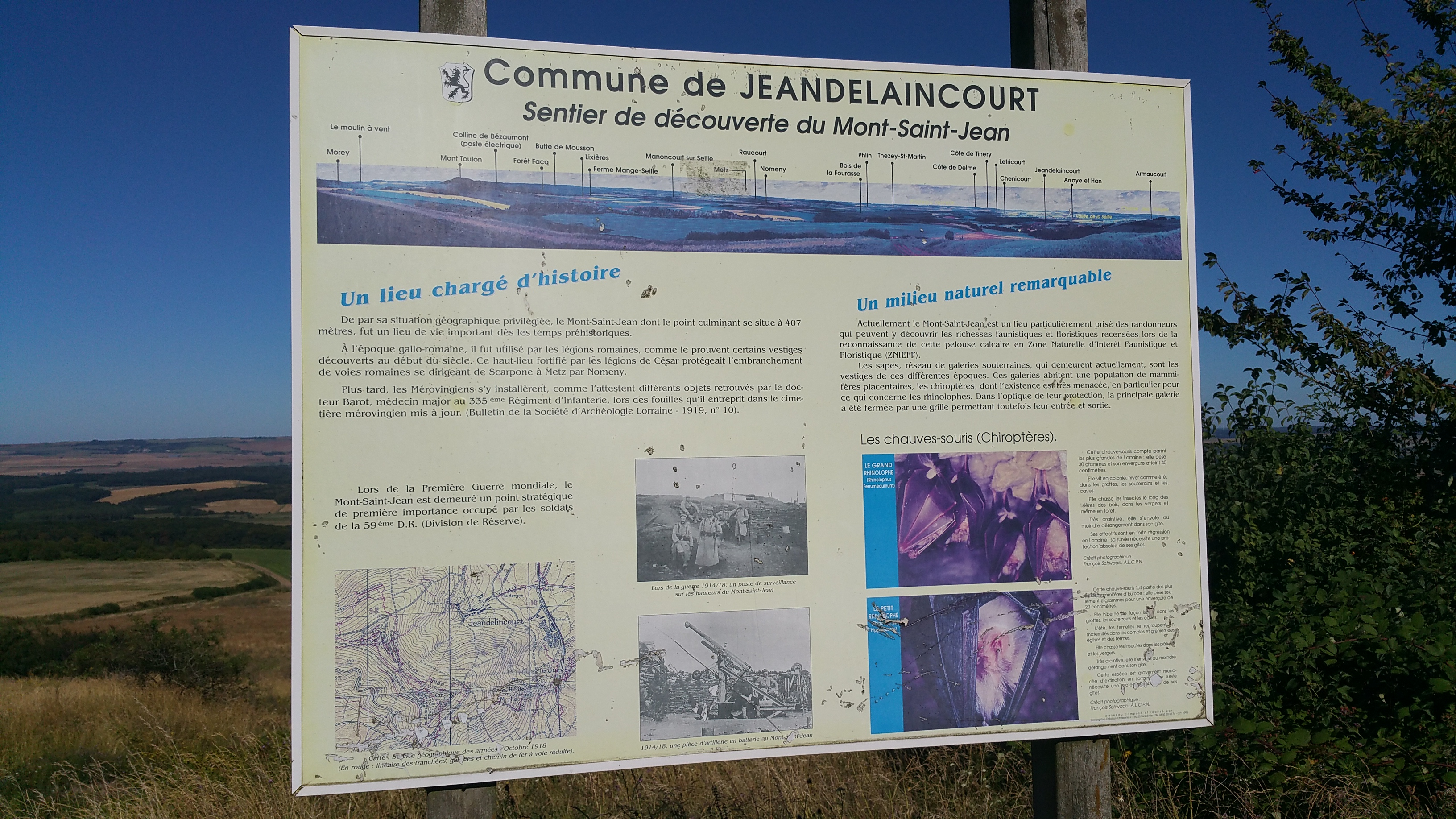
Sentier du mont Saint-Jean.

### Hydrographie
La commune est dans le bassin versant du Rhin au sein du bassin Rhin-Meuse. Elle est drainée par le ruisseau de Greve et le ruisseau du Moulin,.
Le ruisseau du Moulin prend sa source à Jeandelaincourt et se jette dans la Seille après la traversée de Abaucourt, Létricourt et Nomeny après une longueur de 5 km.
L'étang du Rouhau est un écosystème riche en poissons. Des statues en bois et un espace de pique-nique agrémentent ce site, animé toute l’année grâce au groupement des pêcheurs.

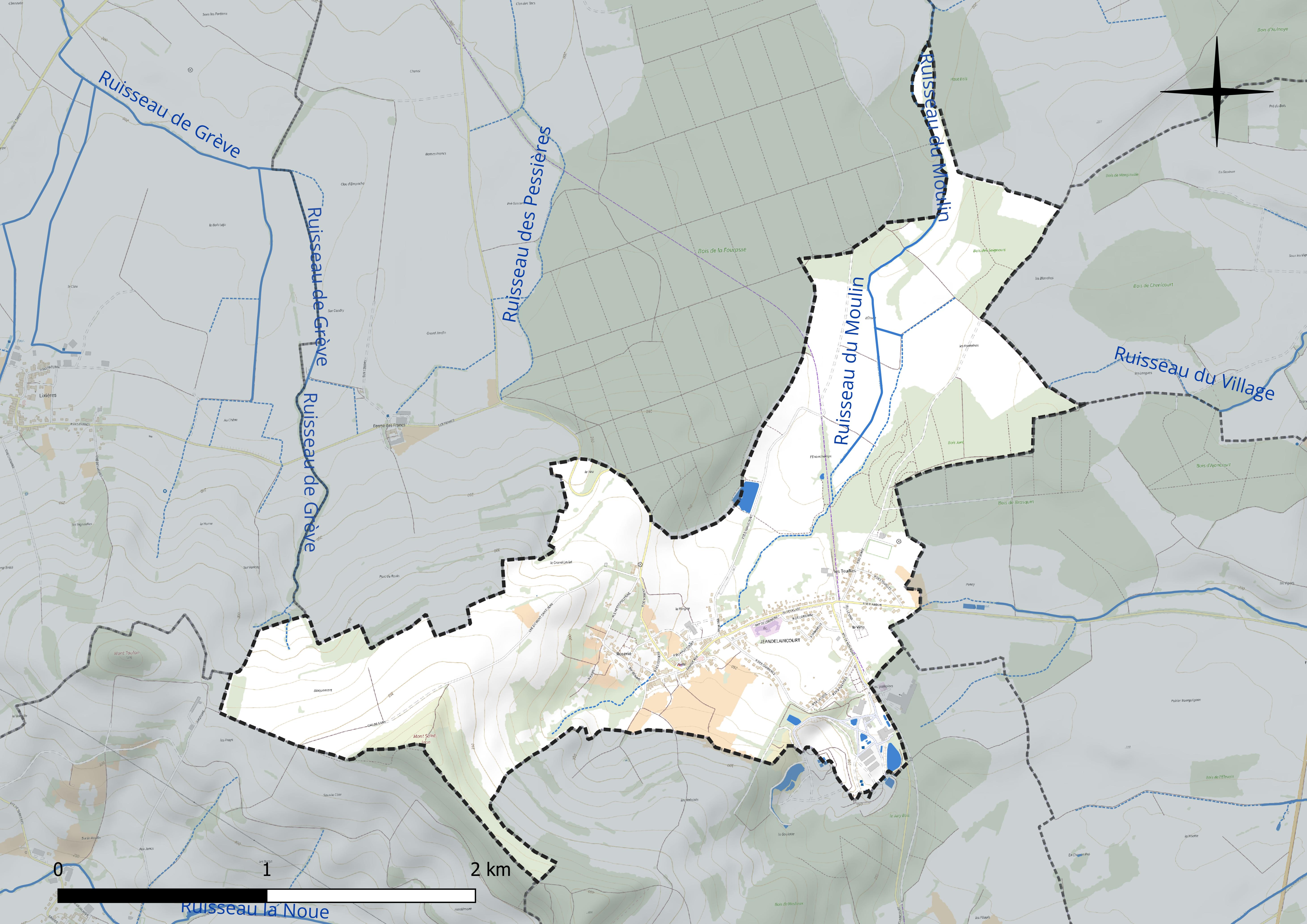
Réseau hydrographique de Jeandelaincourt.

### Climat
Pour des articles plus généraux, voir Climat du Grand Est et Climat de Meurthe-et-Moselle.
En 2010, le climat de la commune est de type climat des marges montargnardes, selon une étude du Centre national de la recherche scientifique s'appuyant sur une série de données couvrant la période 1971-2000. En 2020, Météo-France publie une typologie des climats de la France métropolitaine dans laquelle la commune est exposée à un climat semi-continental et est dans la région climatique  Lorraine, plateau de Langres, Morvan, caractérisée par un hiver rude (1,5 °C), des vents modérés et des brouillards fréquents en automne et hiver. 
Pour la période 1971-2000, la température annuelle moyenne est de 9,7 °C, avec une amplitude thermique annuelle de 17 °C. Le cumul annuel moyen de précipitations est de 894 mm, avec 12,3 jours de précipitations en janvier et 9,2 jours en juillet. Pour la période 1991-2020, la température moyenne annuelle observée sur la station météorologique de Météo-France la plus proche, « M.n.l. », sur la commune de Goin à 16 km à vol d'oiseau, est de 10,7 °C et le cumul annuel moyen de précipitations est de 678,8 mm. 
La température maximale relevée sur cette station est de 39,5 °C, atteinte le 24 juillet 2019 ; la température minimale est de −16,3 °C, atteinte le 2 janvier 1997,,. 
Les paramètres climatiques de la commune ont été estimés pour le milieu du siècle (2041-2070) selon différents scénarios d'émission de gaz à effet de serre à partir des nouvelles projections climatiques de référence DRIAS-2020. Ils sont consultables sur un site dédié publié par Météo-France en novembre 2022.

## Urbanisme

### Typologie
Au 1er janvier 2024, Jeandelaincourt est catégorisée commune rurale à habitat dispersé, selon la nouvelle grille communale de densité à sept niveaux définie par l'Insee en 2022.
Elle est située hors unité urbaine. Par ailleurs la commune fait partie de l'aire d'attraction de Nancy, dont elle est une commune de la couronne,. Cette aire, qui regroupe 353 communes, est catégorisée dans les aires de 200 000 à moins de 700 000 habitants,.

### Occupation des sols
L'occupation des sols de la commune, telle qu'elle ressort de la base de données européenne d’occupation biophysique des sols Corine Land Cover (CLC), est marquée par l'importance des territoires agricoles (64,1 % en 2018), en diminution par rapport à 1990 (76,4 %). La répartition détaillée en 2018 est la suivante : terres arables (52,6 %), forêts (18,8 %), zones urbanisées (13,1 %), cultures permanentes (7,5 %), mines, décharges et chantiers (4,1 %), prairies (4 %). L'évolution de l’occupation des sols de la commune et de ses infrastructures peut être observée sur les différentes représentations cartographiques du territoire : la carte de Cassini (XVIIIe siècle), la carte d'état-major (1820-1866) et les cartes ou photos aériennes de l'IGN pour la période actuelle (1950 à aujourd'hui).

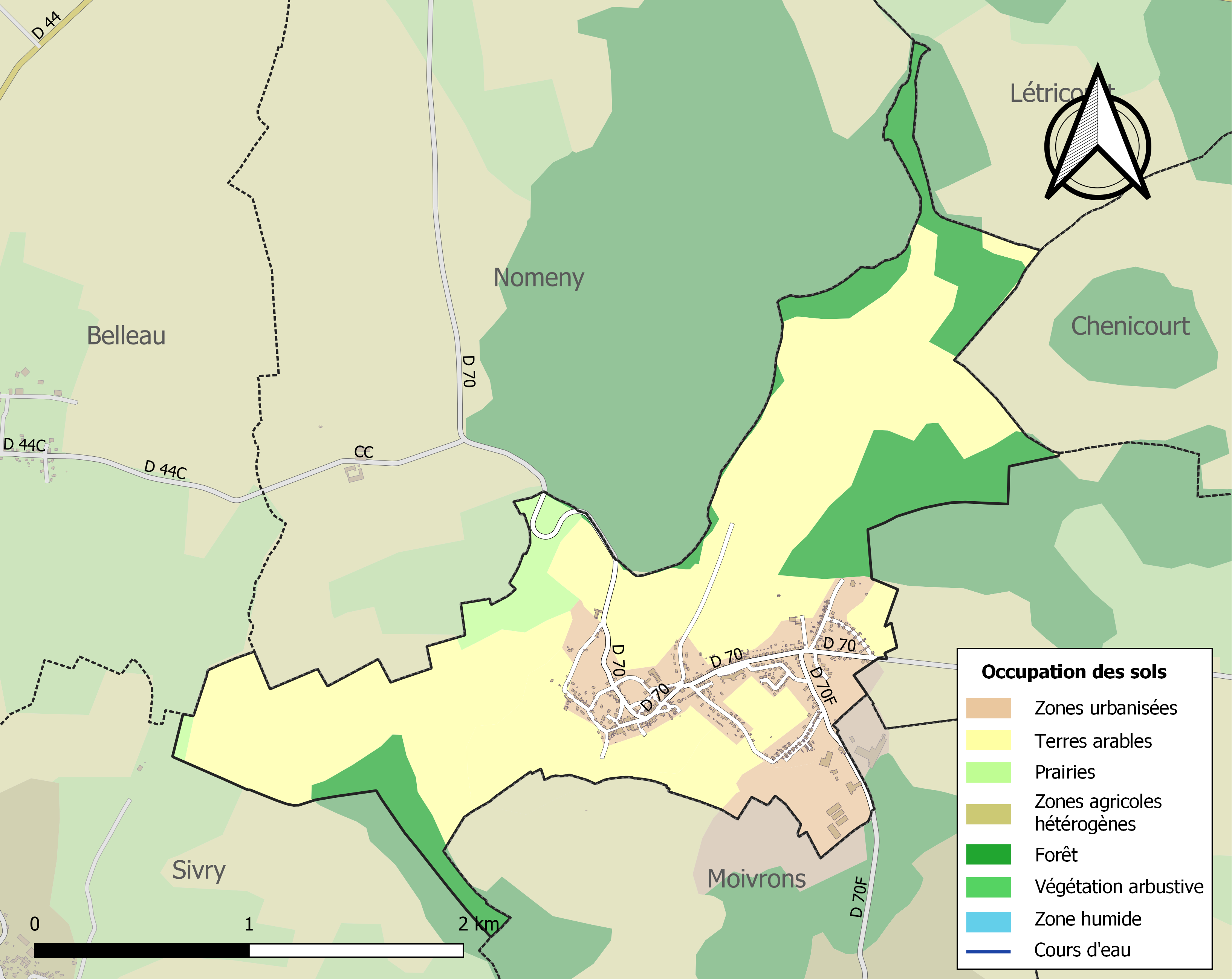
Carte des infrastructures et de l'occupation des sols de la commune en 2018 (CLC).

### Lieux-dits, hameaux, écarts
La monographie de 1888 décrit le village étendu sur une seule rue d'est en ouest. Un petit hameau, au nord-ouest, nommé Rosery est considéré comme étant le lieu d'origine du village. Enfin une ferme située hors agglomération sur la route de Nomeny est appelée la Horgne.
Les différents lieux-dits connus sont alors : Beauregard, Blaquemont que la tradition dit être le lieu d'un village détruit, la Jonchère, Benamé, Lavaux près d'un petit vallon nommé la Veau Vallée,lLa Prêle, Lentechamps, Profond-Rupt, Bois Communal du Juré et Bois des Seigneurs.

## Toponymie
Le village fut cité pour la première fois en l'an 1090 sous la forme Godelincourt, puis Gendelaincort (1265) ; Jandeleincourt (1318), Jandelencort (1370), Jaindelaincort (1403), Gendelaincourt (1417) ; Jaindelaincourt (1473) ; Jandelaincourt (1473) et Jehandelaincourt (1498) ; Jeandelaincourt au XVIIIe siècle[réf. nécessaire]. 
Aujourd’hui deux orthographes sont admises : Jeandelaincourt et Jeandelincourt,.
Le village de Jeandelaincourt semble d'après son étymologie, remonter entre le VIe et le Xe siècle, au moment de l'apparition de domaines ruraux au moment des grands défrichements.

## Histoire
Cité pour la première fois en l'an 1090 sous le nom "Godelincourt", le village voit se succéder plusieurs seigneurs chevaliers avant de se nommer définitivement Jeandelaincourt. Ces familles d’anciens chevaliers ont disparu depuis très longtemps et les vestiges de leurs maisons fortes se trouvent encore à « la Horgne » et non loin de l’église.
Plusieurs actes montrent l'activité du bourg. Celui qui est daté d'avril 1318 indique que Louis et Jean de Jeandelincourt reprennent du duc Ferry ce qu'ils avaient à Jeandelincourt en bois et terres près du moulin et de l'étang dudit lieu.
Le 21 octobre 1428, René Ier et sa femme Isabelle constituent une rente aux chanoines de Sainte-Croix de Pont-à-Mousson pour le rachat de la terre de Jeandelincourt.
Au XVIIe siècle, les habitants du village doivent chaque année, le jour de la Saint-Remy, 5 francs de taille ordinaire au domaine de Nomeny pour l'affouage dudit lieu.
En 1710, « le sieur de Silly, seigneur dudit lieu, est pour un quart en haute, moyenne et basse justice et possède la maison seigneuriale... les habitants sont obligés de se trouver, la veille de la Saint-Jean-Baptiste, sur le seuil de leurs portes, à l'heure de midi, et doivent nommer et déclarer aux officiers dudit lieu, le nombre de leurs chevaux et poulains âgés d'un an, à peine de confiscation contre les recélants et doivent par cheval et poulain un gros... ».

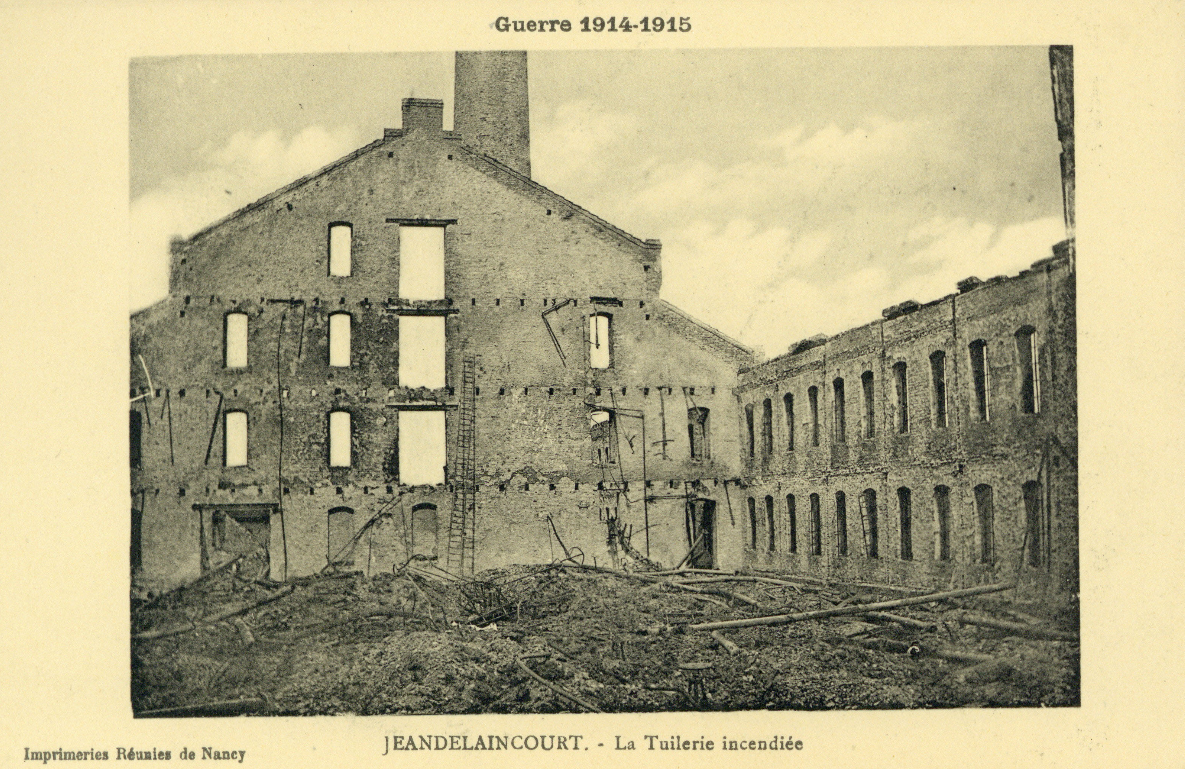
Tuilerie incendiée en 1914.

Jeandelaincourt est érigé en succursale en 1802. Avant l'installation de la tuilerie le village reste rural jusqu'en 1893.
La Tuilerie Mécanique de Jeandelaincourt construit son premier bâtiment par Pierre Adt en 1893. L'usine est incendiée en 1914, reconstruite en 1921. Incendiée pendant la débâcle des Allemands en 1944, elle reprend son activité en 1946 pour fermer définitivement en 1985.
Durant la bataille du Grand-Couronné, Jeandelaincourt est sur la ligne de défense du Grand-Couronné. Le 4 et 5 septembre 1914 les Allemands bombardent avec des projectiles d'une puissante artillerie causant des dommages au village.
La commune est fortement endommagée durant les combats du 26 septembre 1944 par les tirs d'artillerie du 80th Infantry Division McBride du général Patton.

### Dicton
Lo si que ne fait me ses fêtes de Pâques ni de Pentecôte ne sait ce que cé li cotte (Celui qui ne fait pas ses fêtes religieuses de Pâques ni de Pentecôte ne sait pas ce que ça lui coûte) est un dicton qui a pris naissance à Jeandelaincourt chez les fermiers de La Horgne (les Honoré) qui ont souffert d'avoir enfreint cette règle. Les descendants de cette famille et les habitants des environs le citent encore.

## Politique et administration
| Période                                  | Période                   | Identité                                      | Étiquette | Qualité                                   |
| ---------------------------------------- | ------------------------- | --------------------------------------------- | --------- | ----------------------------------------- |
| Les données manquantes sont à compléter. |                           |                                               |           |                                           |
| avant 1981                               | juin 1995                 | Guerino Grillo                                | DVG       |                                           |
| juin 1995                                | mars 2008                 | Alain Moncel                                  | SE        | Instituteur, directeur d'École            |
| mars 2008                                | En cours (au 8 août 2024) | Philippe Joly, Réélu pour le mandat 2020-2026 | SE        | Ingénieur ou cadre technique d'entreprise |

## Population et société

### Démographie
L'évolution du nombre d'habitants est connue à travers les recensements de la population effectués dans la commune depuis 1793. Pour les communes de moins de 10 000 habitants, une enquête de recensement portant sur toute la population est réalisée tous les cinq ans, les populations de référence des années intermédiaires étant quant à elles estimées par interpolation ou extrapolation. Pour la commune, le premier recensement exhaustif entrant dans le cadre du nouveau dispositif a été réalisé en 2005.

En 2022, la commune comptait 788 habitants, en évolution de −1,75 % par rapport à 2016 (Meurthe-et-Moselle : −0,13 %, France hors Mayotte : +2,11 %).
| 1793 | 1800 | 1806 | 1821 | 1831 | 1836 | 1841 | 1846 | 1851 |
| ---- | ---- | ---- | ---- | ---- | ---- | ---- | ---- | ---- |
| 348  | 362  | 391  | 401  | 396  | 389  | 399  | 399  | 409  |

| 1856 | 1861 | 1872 | 1876 | 1881 | 1886 | 1891 | 1896 | 1901 |
| ---- | ---- | ---- | ---- | ---- | ---- | ---- | ---- | ---- |
| 396  | 390  | 365  | 390  | 360  | 353  | 334  | 370  | 458  |

| 1906 | 1911 | 1921 | 1926 | 1931 | 1936 | 1946 | 1954 | 1962 |
| ---- | ---- | ---- | ---- | ---- | ---- | ---- | ---- | ---- |
| 575  | 657  | 674  | 804  | 816  | 824  | 483  | 581  | 809  |

| 1968 | 1975 | 1982 | 1990 | 1999 | 2005 | 2006 | 2010 | 2015 |
| ---- | ---- | ---- | ---- | ---- | ---- | ---- | ---- | ---- |
| 874  | 768  | 717  | 668  | 665  | 674  | 686  | 784  | 801  |

| 2020 | 2022 | - | - | - | - | - | - | - |
| ---- | ---- | - | - | - | - | - | - | - |
| 787  | 788  | - | - | - | - | - | - | - |

### Manifestations culturelles et festivités
Depuis 2009, Jeandelaincourt organise tous les ans le Festival Vach' de Rock. C'est une aventure collective portée par les Foyers ruraux de la Seille et coordonnée par un collectif intergénérationnel d’habitants du secteur de la Seille. L’objectif est d'impliquer les habitants du territoire dans la dynamique de création d’un festival, de favoriser l’émergence de talents locaux et l’échange avec des groupes professionnels. Entre chaque prestation musicale sont proposées des animations de qualité telles que création de fresque en Graff, numéro de cirque et de cracheurs de feu, courts métrages, etc.
Au fil des éditions de nombreux groupes se sont produits sur scène, comme tremplin ou pour une nouvelle expérience. Parmi eux nous pouvons citer P’tits Jeandelainrock, The Nucleons Project, Tournée Générale, Les Wad Billys, le groupe allemand Transmitter, The Napoleons, Blackfeet Revolution et bien d'autres.

## Économie
Dans la monographie de la commune de 1888, il est indiqué que le terrain est fertile pour le blé et donne un excellent rendement de 18 hectolitres par hectare. Les 70 hectares de prairies naturelles donnent également une bonne ressource aux agriculteurs. Les vignes sont plutôt importantes avec 20 hectares qui sont complétés par un peu de tabac sur 5 hectares.
En 2022, avec moins de 800 habitants, Jeandelaincourt compte environ soixante dix entreprises dont plusieurs élevages de bovins, des cultures de céréales, des activités forestières, des maraichers, une boulangerie, des équipements mécaniques, des agences de location ou de biens immobiliers et divers commerces de gros ou de vente au détail.

### Marché
Les municipalités de Jeandelaincourt et de Nomeny organisent un marché  de vente directe de produits fermiers locaux sur le territoire de la Seille.
L'objectif est de répondre à une demande des producteurs et des citoyens, de valoriser les circuits courts, d'éviter les intermédiaires et de permettre au consommateur d'entrer directement en contact avec les producteurs.
Les marchés sont organisés en alternance entre les communes de Jeandelaincourt et de Nomeny :
2e samedi du mois de 9 h à 12 h à Jeandelaincourt,
3e samedi du mois de 9 h à 12 h à Eulmont,
4e samedi du mois de 9 h à 12 h à Nomeny.

## Culture locale et patrimoine

### Lieux et monuments

#### Édifices civils
- Trouvailles gallo-romaines sur le Mont Saint-Jean.
- Châteaux de Jeandelaincourt du XIVe au XVIIe devenus Maisons fortes[36] :

- Maison forte La Horgne, est une imposante bâtisse (ferme aujourd'hui) qui possède une façade sobre et une tour ronde sur l'arrière. Elle est située en contrebas de la Grand-rue au lieu-dit la Horgne. (photos 1 et 2).
- La seconde Maison forte est située en haut du village, non loin de l’église.
Elle possède une façade avec fenêtres à croisée et, au-dessus de la porte d’entrée, la date 1318 inscrite sous le blason des seigneurs de Jeandelaincourt. Cette dernière était également dotée d'une tour ronde malheureusement détruite aujourd'hui (photos 3, 4, 5 et 6).
- Quelques belles maisons XIXe avenue Louis-Adt.
- Jeandelaincourt est connu au-delà des frontières pour sa tuilerie fermée il y a quelques années[40],[41]

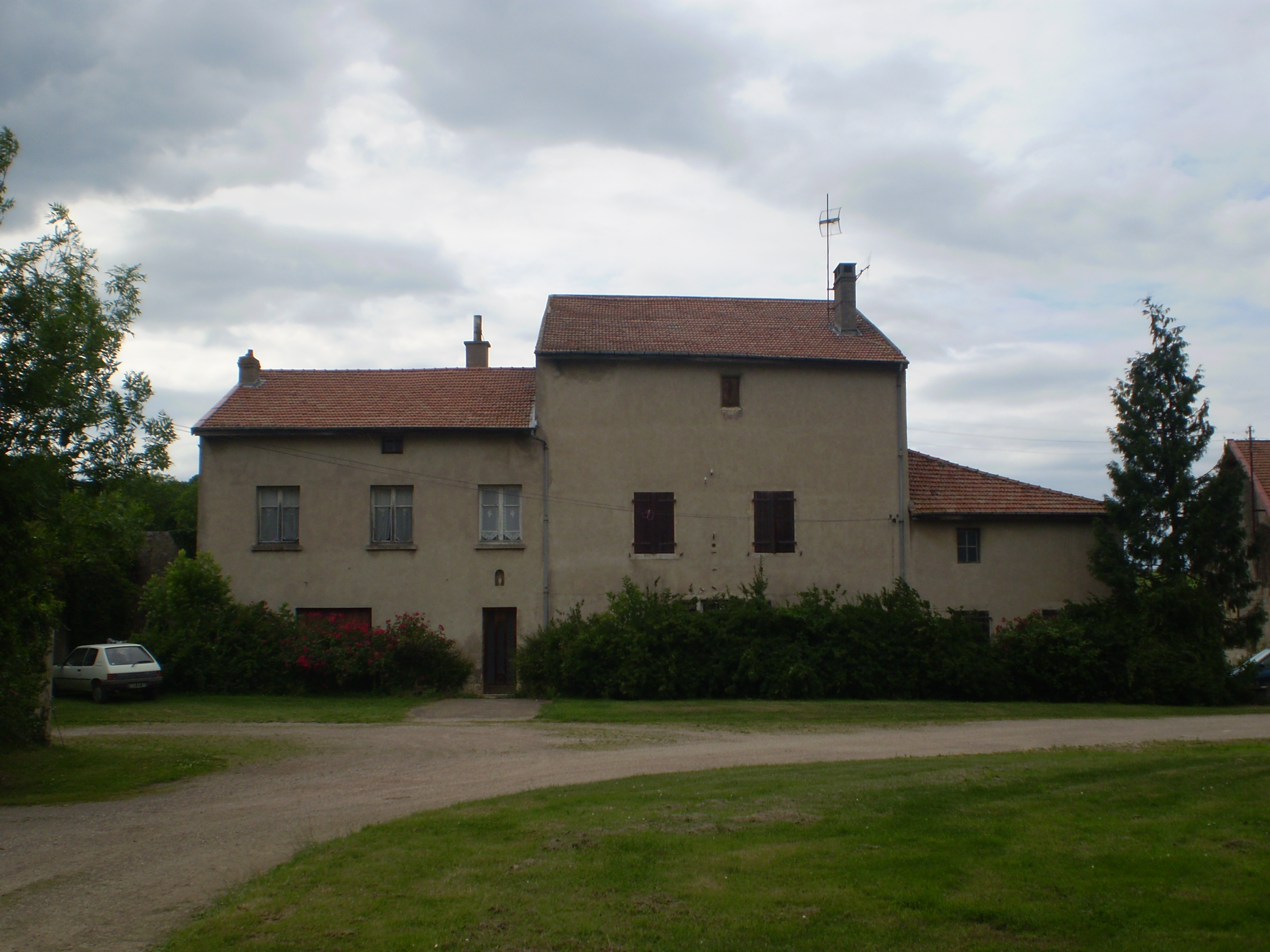
1 Façade du château.
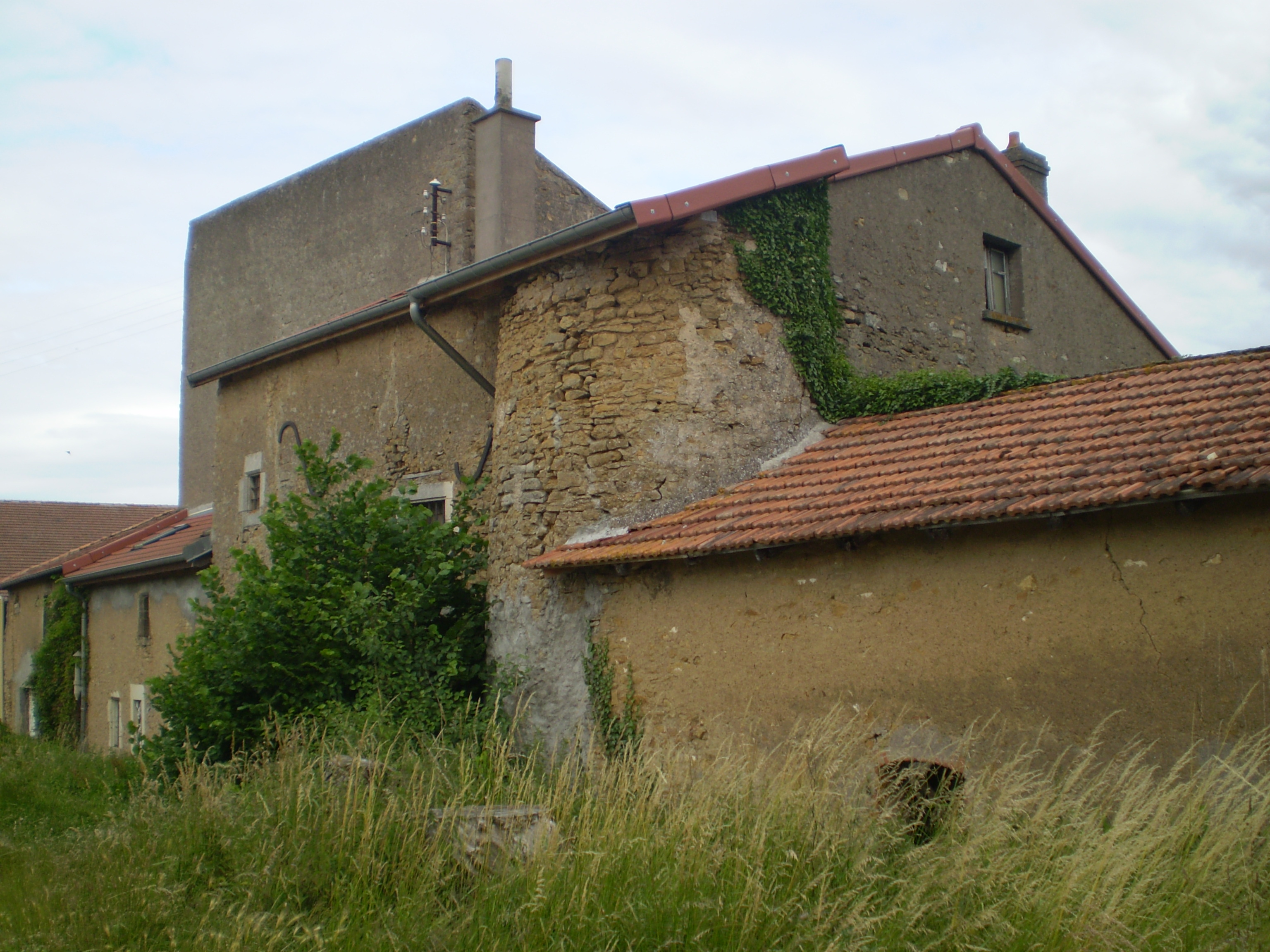
2 Tour ronde la Horgne.
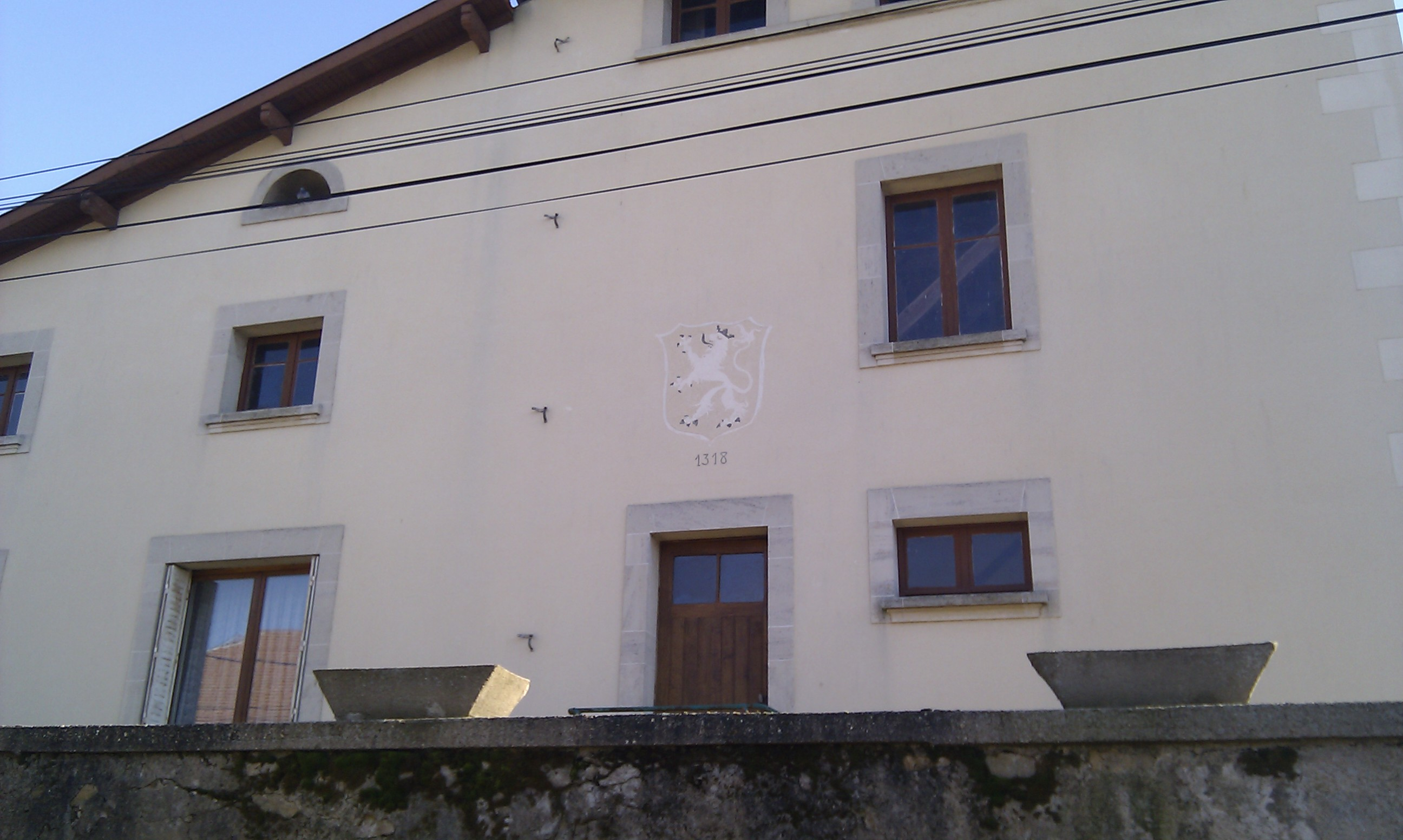
3 Façade datée du château.
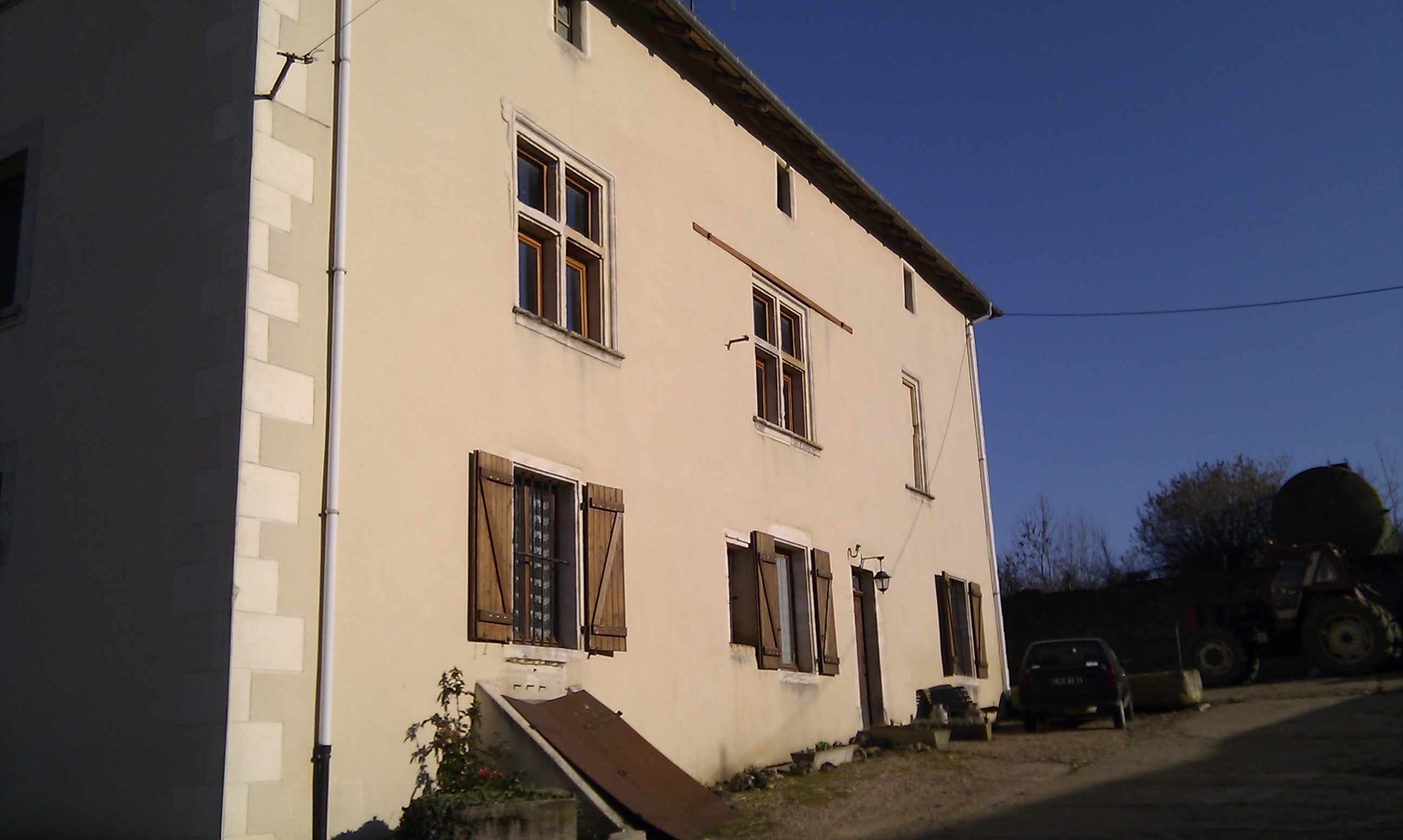
4 Château non loin de l'église.
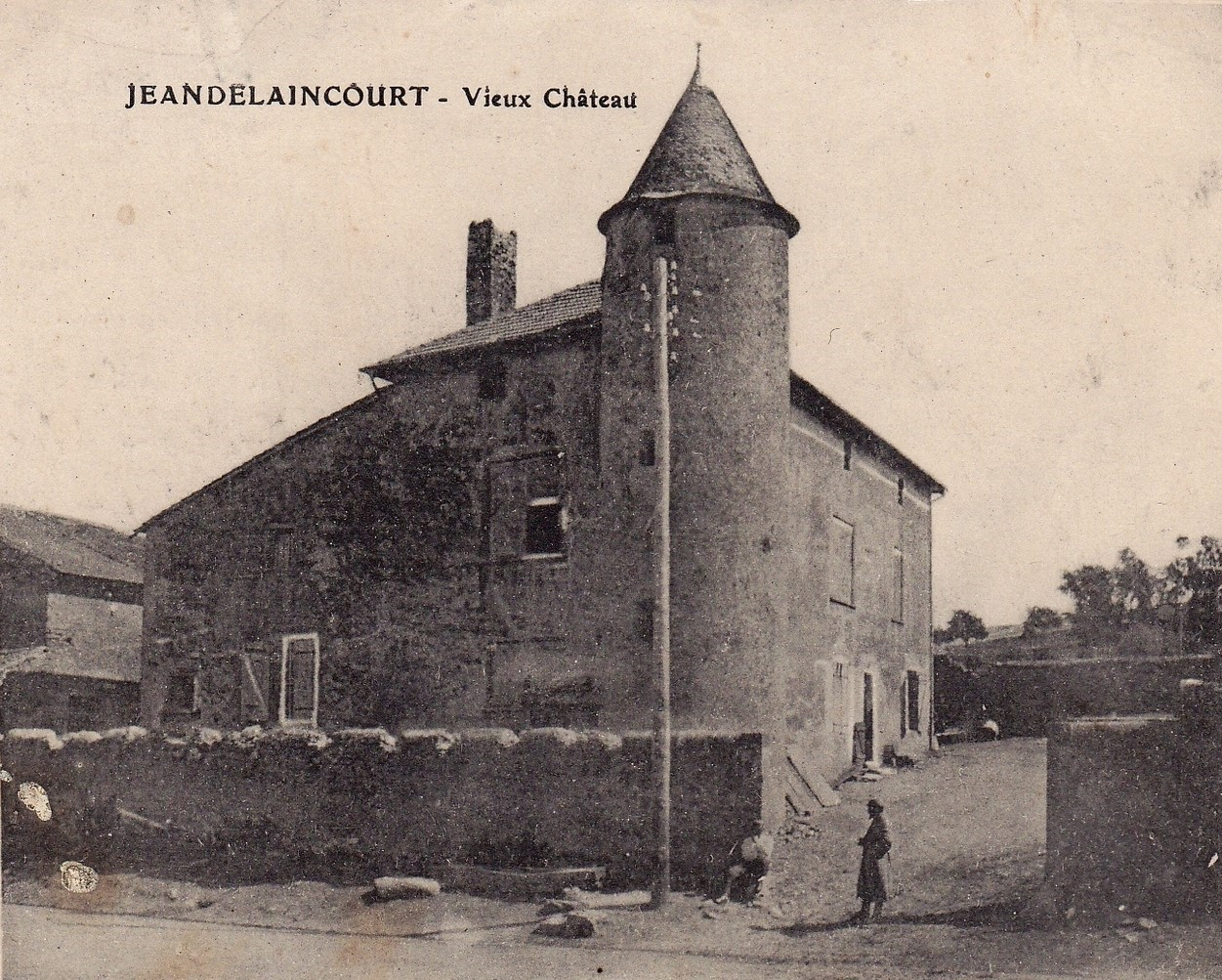
5 Château et sa tour (1915).
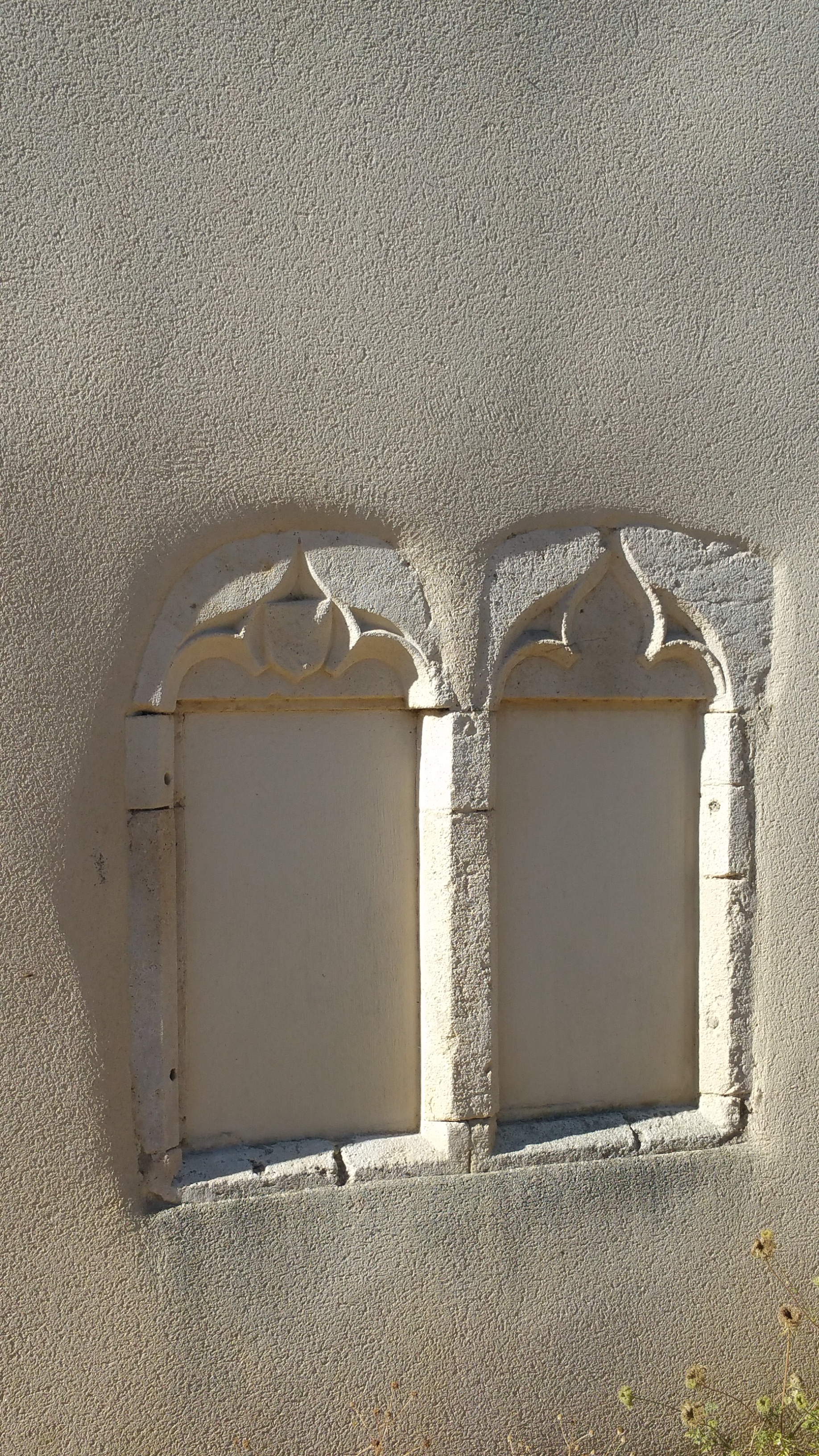
6 Détail.

#### Édifices religieux
- Église Sainte-Lucie XIIIe/XIVe/XXe[42],[43].

L'église actuelle, reconstruite en 1866, conserve sa tour-clocher dite « donjon » du XIIIe siècle avec ouïes refaites en style roman. Élément le plus ancien de l'église, il présente une base à fenêtres géminées et un oculus quadrilobé des XIIIe-XIVe siècles.
La façade occidentale d'inspiration romane, possède un portail à archivolte en plein cintre reposant sur des colonnes à chapiteaux rectangulaires. La voussure extérieure est décorée de dents d'engrenage et le tympan reste nu. Au-dessus du portail néo-roman, on trouve un arc semi-brisé à dents d'engranage et un oculus offrant un remplage à multilobé. Elle abrite une armoire eucharistique au rez-de-chaussée. A l'intérieur, les vitraux sont de Georges Bassinot, élève de Victor Prouvé. Ils datent de la période Art Nouveau et de la renaissance du vitrail.
L'église est endommagée en 1914 et remise en état en 1920. Elle est à nouveau endommagée en 1944 et remise en état vers 1949 par Jules Criqui, architecte diocésain.
- Calvaire du XIXe siècle, situé à l’entrée du village.

Église Sainte Lucie de Jeandelaincourt
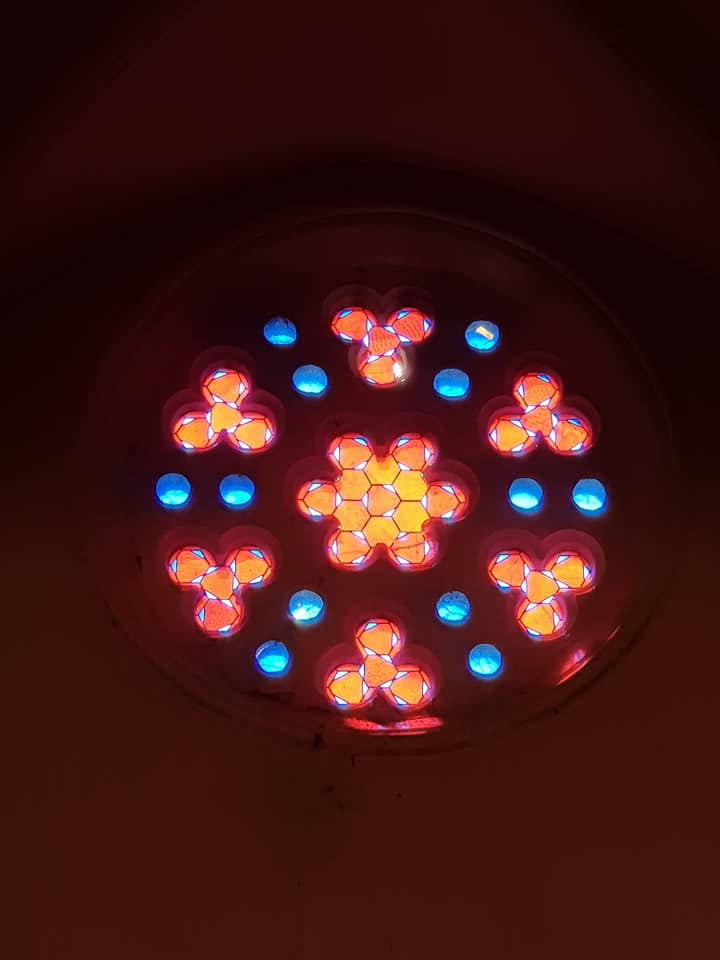
Rosace.
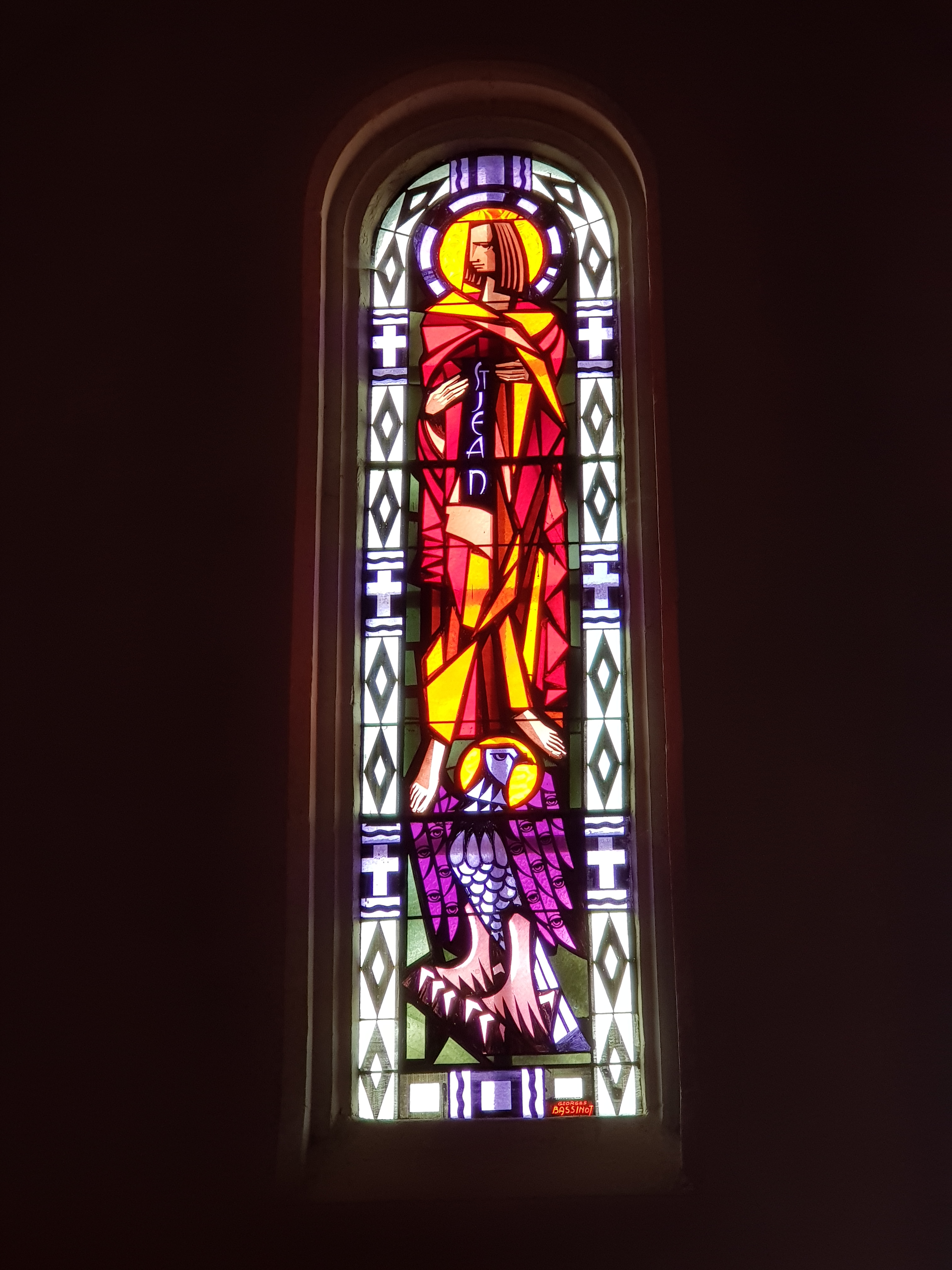
Vitrail Bassinot.
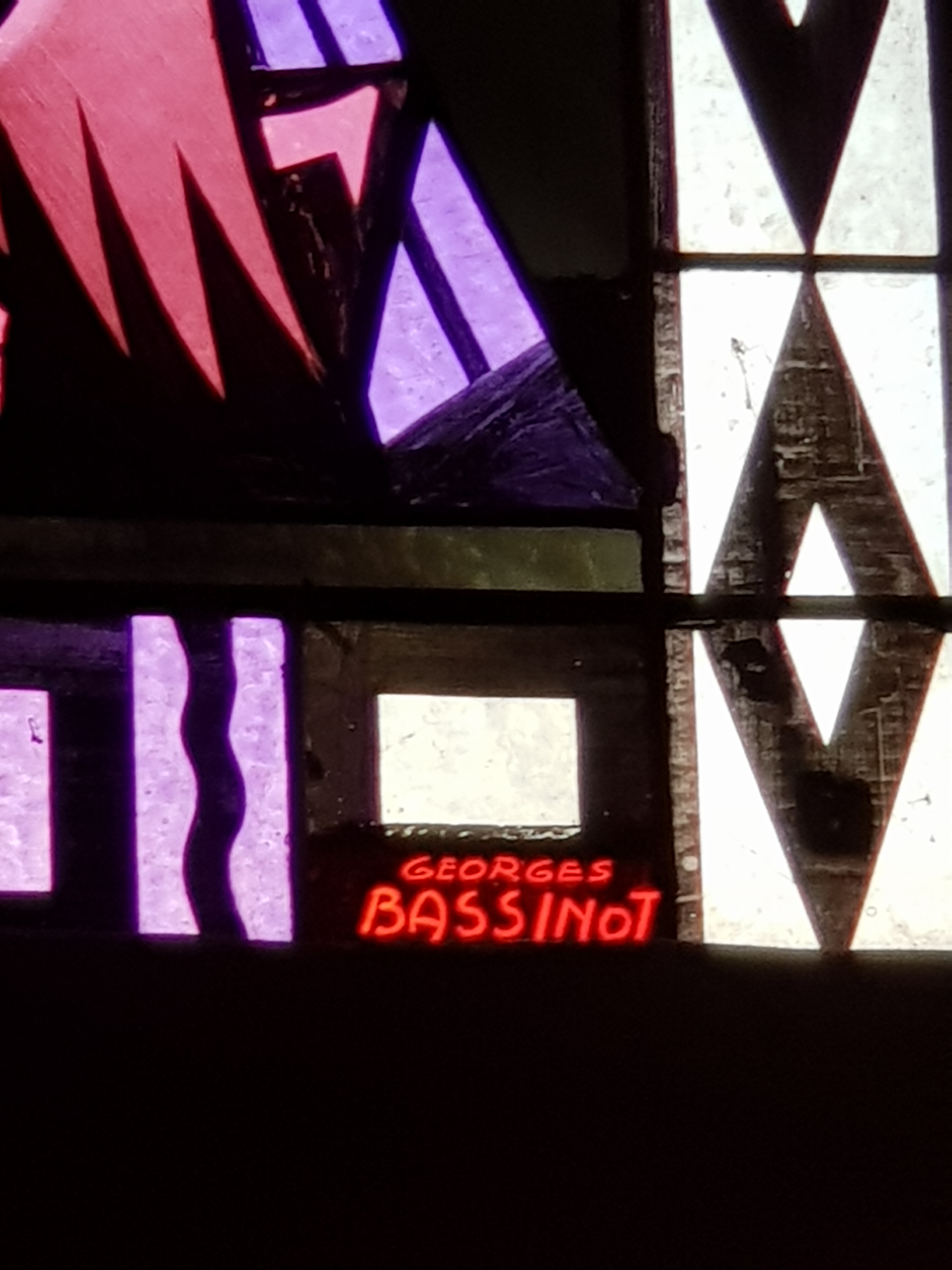
Détail d'un vitrail.
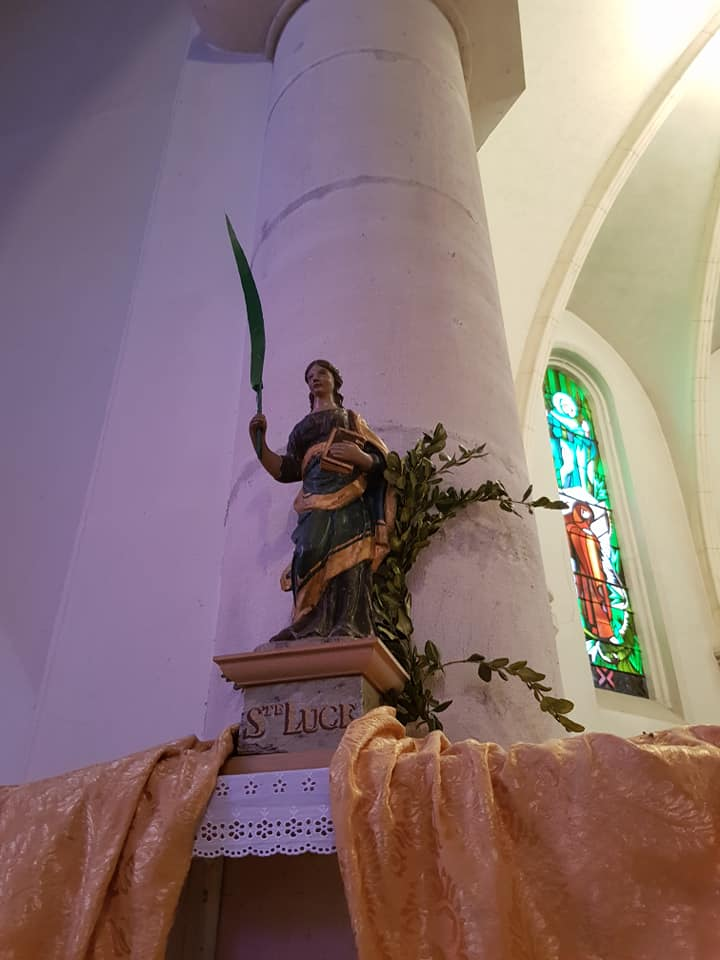
Sainte Lucie.

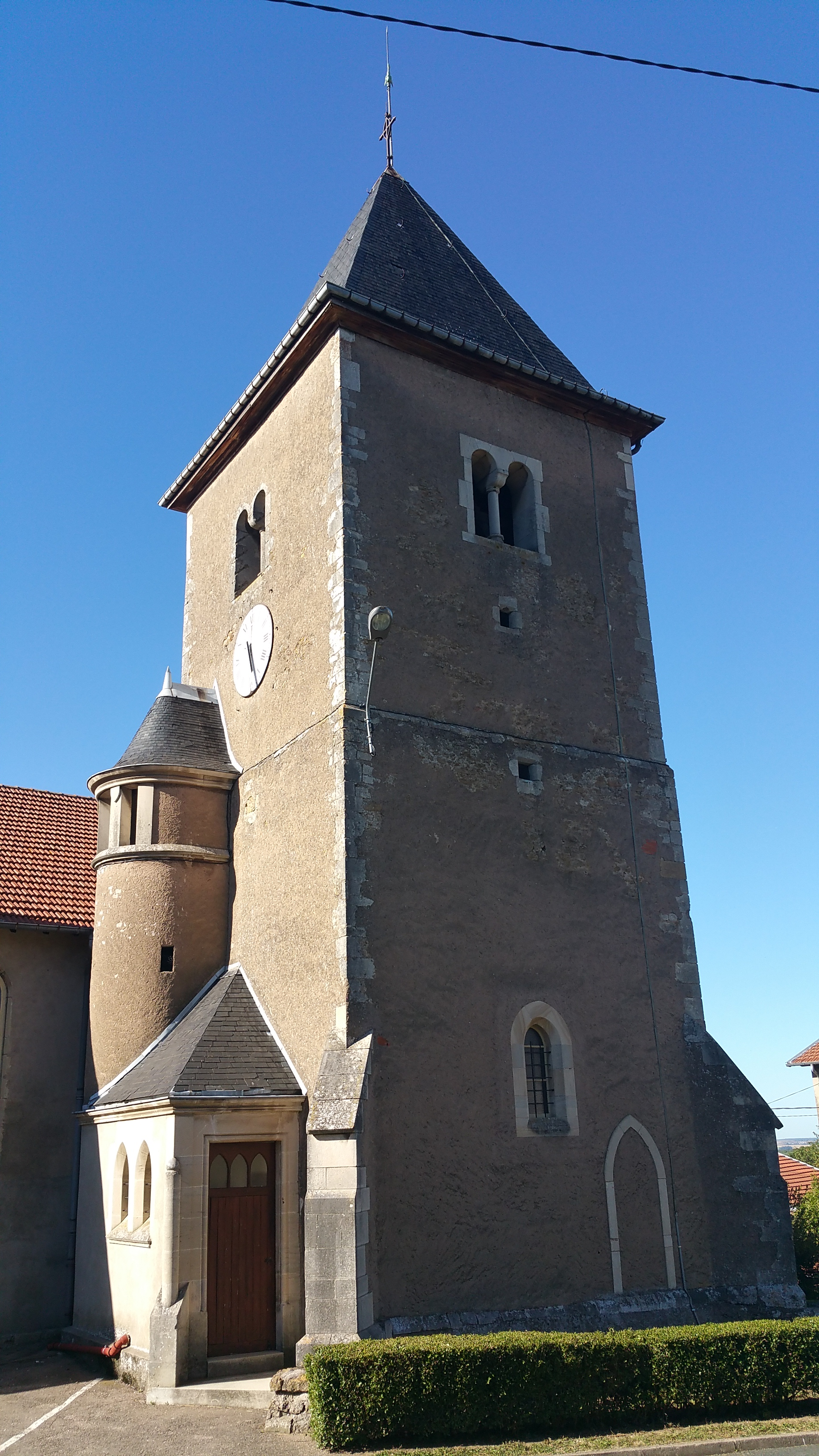
Tour romane.
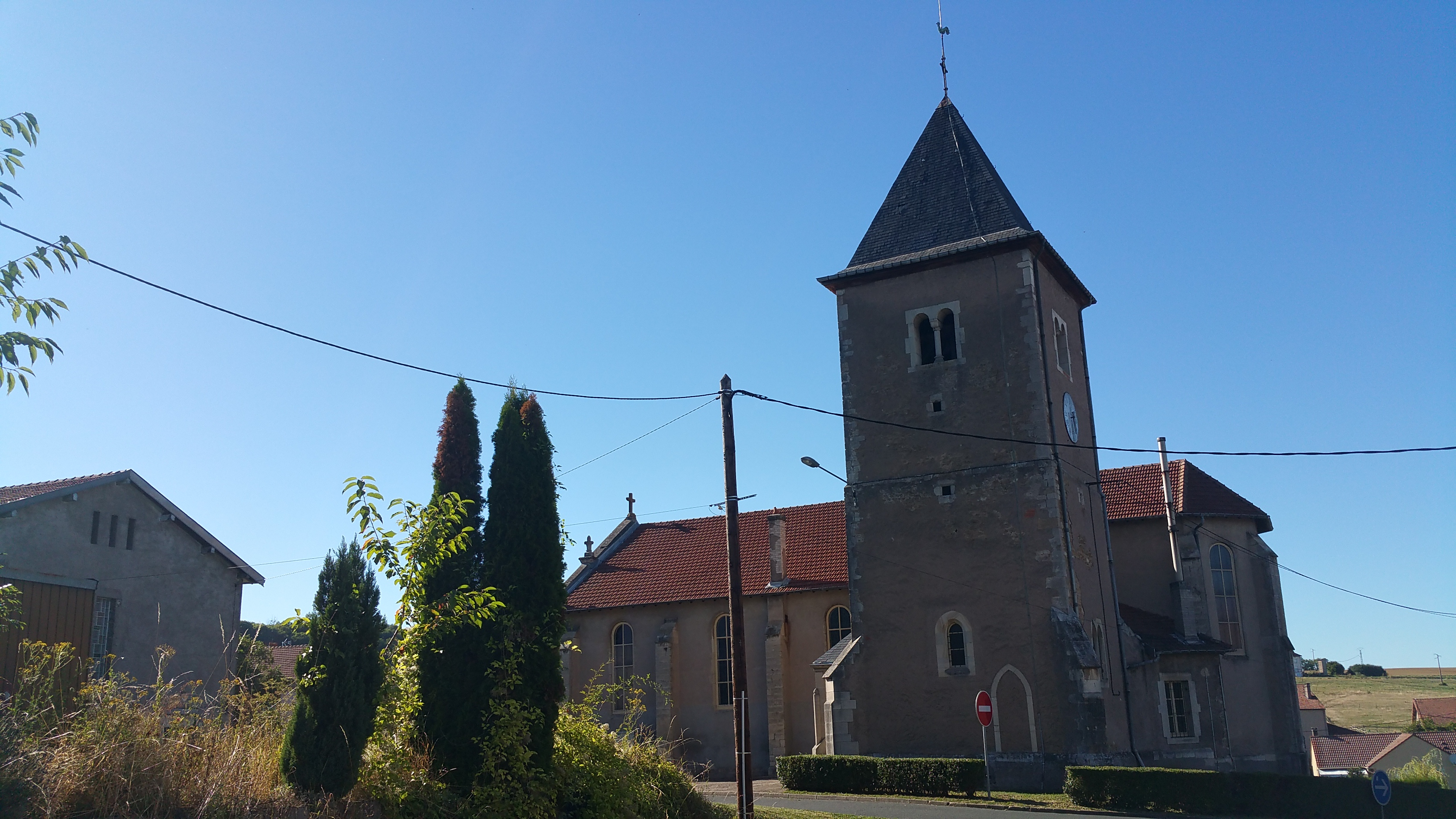
Vue latérale.
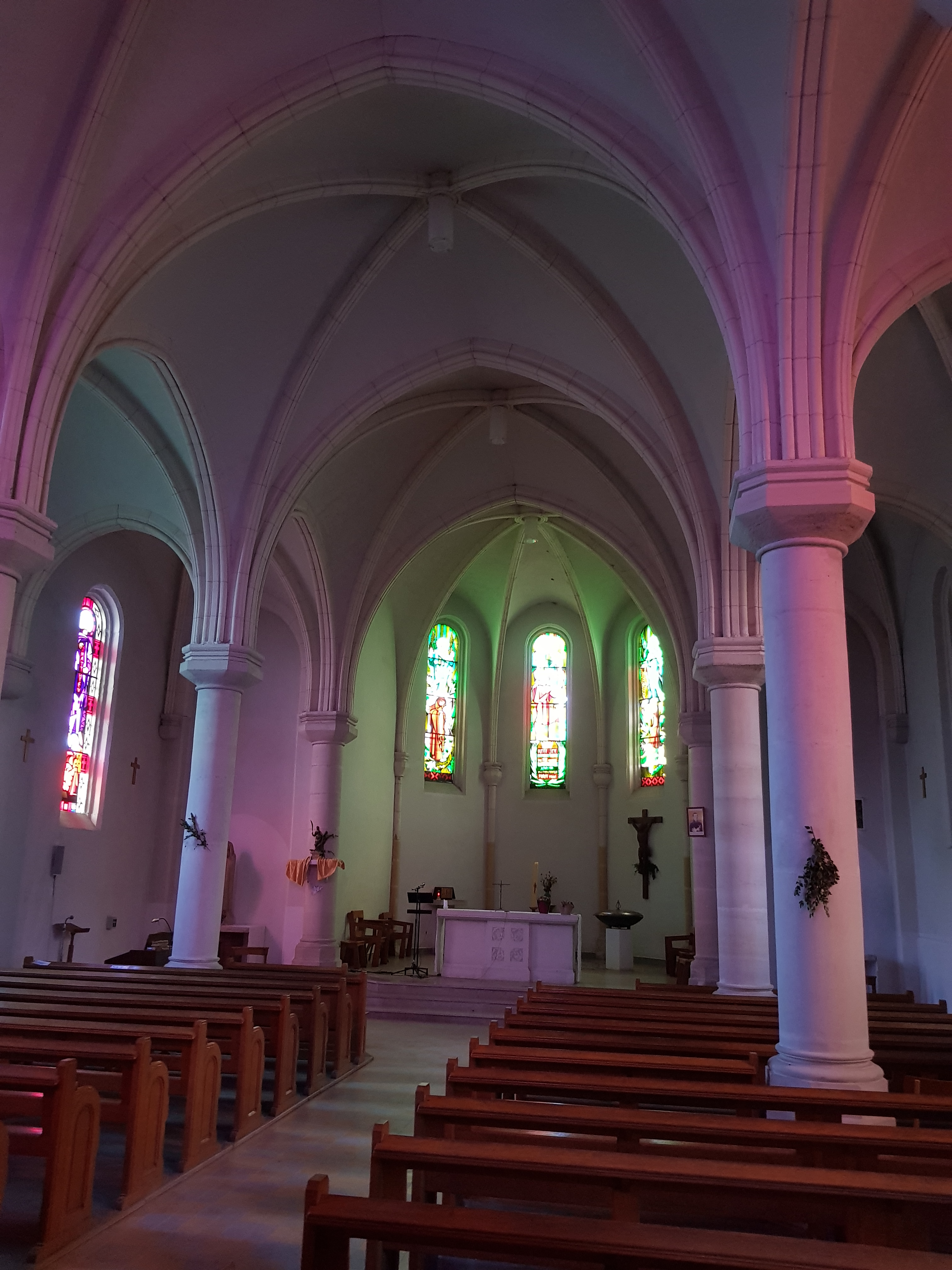
Intérieur de l'église.
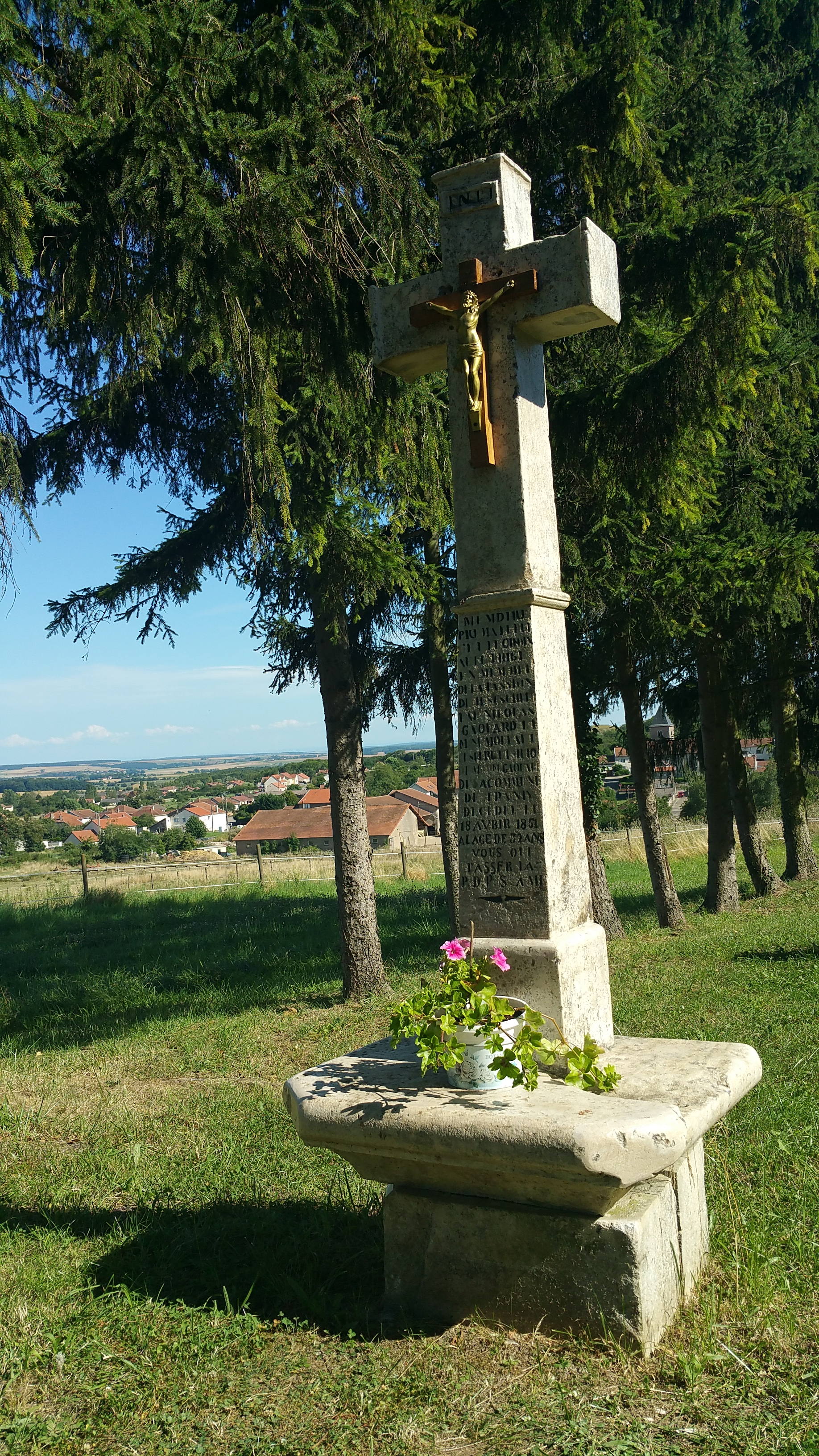
Calvaire.

### Personnalités liées à la commune
- Paul Lintier (1893-1916), écrivain français, tué à Jeandelaincourt le 15 mars 1916.
- Pierre Adt (1820-1900), président-fondateur de la Tuilerie de Jeandelaincourt créée le 16 septembre 1893.

### Héraldique
| Blason de Jeandelaincourt | Blason  | D'argent au lion de sable, armé, lampassé et couronné d'or. |
| Blason de Jeandelaincourt | Détails | Le statut officiel du blason reste à déterminer.            |